# Seminghundra härad
Seminghundra härad var ett  härad i mellersta Uppland. Häradet är numera uppdelat mellan två kommuner – Sigtuna och Vallentuna i Stockholms län. Häradets areal uppgick till närmare 236 km² och befolkningen till 4 095 invånare år 1915.
Tingsstället var tidigt i Lilla Söderby vid Lunda kyrka i Lunda socken för att 1741 flyttas till Lundby i Markims socken. Från 1850-talet och fram till 1912 låg det i Kimsta i Skånela socken, därefter till 1919 i Åshusby, för att sedan vara i Stockholm.

## Historia

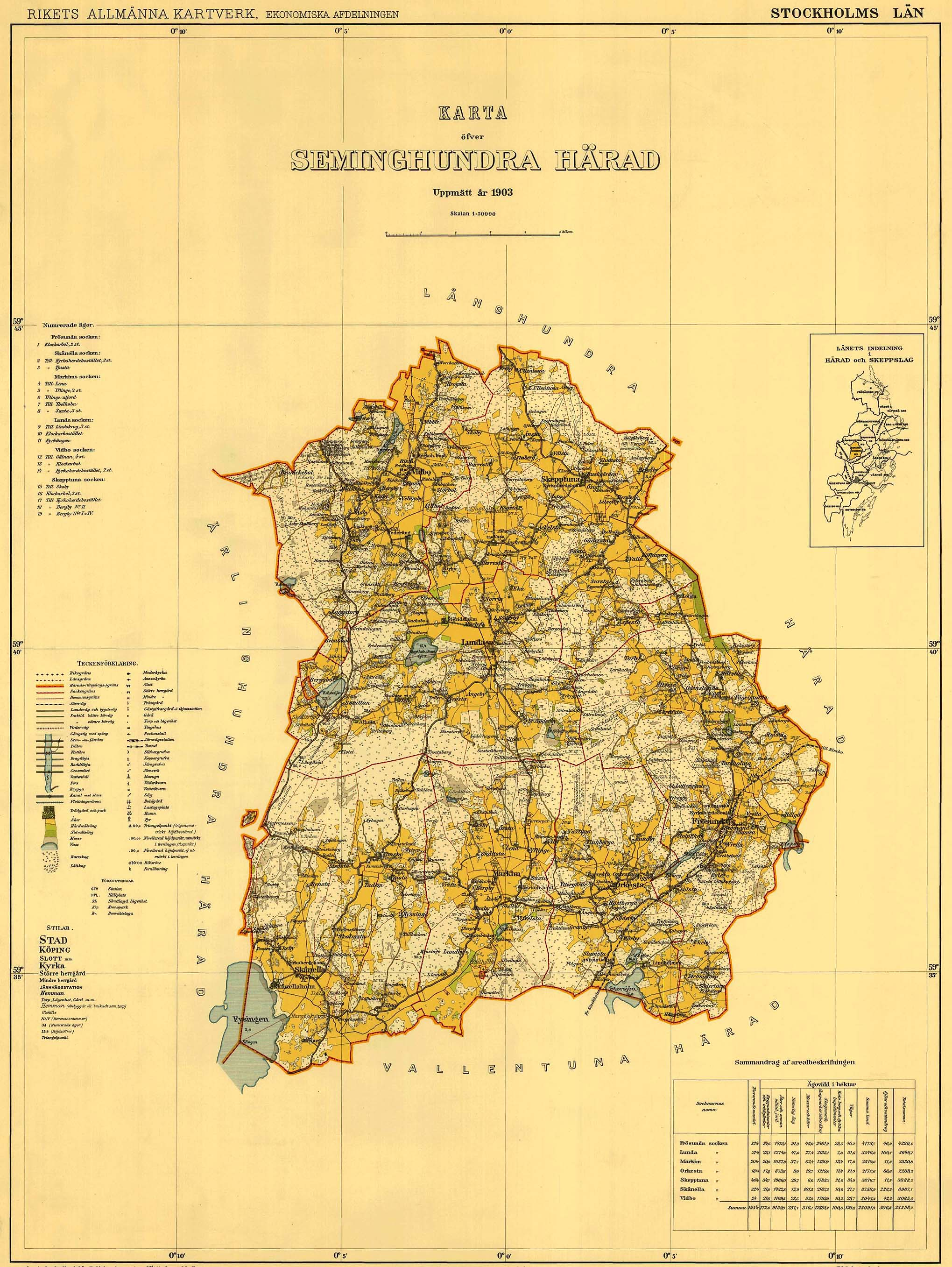
Häradet år 1903.

Seminghundra härad, som under 1300-talet skrevs som Sæmingiahundæri eller sämingarnas hundare/härad, var en del av det gamla uppländska folklandet Attundaland.  
Inom häradets gränser låg även tingsplatsen för hela Attundaland vid en plats kallad Folklandstingstad i Lunda socken. Platsen utvecklades under medeltiden till en stadsliknande marknadsplats som kom att ses som en konkurrent till såväl Sigtuna som Stockholm, trots att det egentliga tinget upphörde redan år 1296 vid landskapet Upplands enande då landslagen tillkommit. Efter upprepade kungliga dekret, det sista utfärdat år 1350, förbjöds all handel i Folklandstingstad och platsen övergavs. En annan plats av intresse i häradsområdet är den gamla kulturbygden Markim och Orkesta, som sedan år 1995 finns med på Sveriges lista över förslag för kommande världsarv. I området ligger även Lindholmens gård som nämnts som ett alternativ för Gustav Vasas födelseplats. Vidare märks östtornskyrkan i Skånela med Skånelaholms slott samt på senare tid Arlanda flygplats som ligger vid häradets nordvästra utkant.

## Geografi
Seminghundra härad var beläget i området mellan Hargsån och sjön Fysingen i söder till Vidboån i norr och Helgöån i väster vars avrinningar dels går mot Mälaren och dels mot Östersjön. Området består dels av låg och till viss del skogbevuxen bergmark hörande till Stockholmsåsen och dels av sandig skogsmark på Långåsen. Merparten utgörs dock av jämnare trakter, vilka blir allt öppnare längre norrut och slutligen mynnar i Uppsalaslätten. Seminghundra härad gränsade i söder till Vallentuna, i väster till Ärlinghundra och i norr och öster till Långhundra härader. 
Största tätorten är idag Lindholmen, belägen 42 km norr om Stockholm.

### Socknar
Seminghundra härad omfattade sju socknar.
I nuvarande Sigtuna kommun:
- Skånela
- Skepptuna
- Vidbo
- Lunda

I nuvarande Vallentuna kommun:
- Markim
- Orkesta
- Frösunda

## Län, fögderier, domsagor, tingslag och tingsrätter
Häradet har sedan 1715 hört till Stockholms län, innan dess Upplands län (1634-1639, 1648-1651, 1654-1714) och i perioderna däremellan till Stockholms län. Församlingarna i häradet tillhörde alla före 1 juli 1942 Uppsala stift, därefter tillhörde Frösunda, Orkesta och Markims socknar/församlingar Stockholms stift. 
Häradets socknar hörde till följande fögderier:
- 1720-1881 Långhundra, Seminghundra och Ärlinghundra fögderi
- 1882-1917 Stockholms läns västra fögderi
- 1918-1945 Mellersta Roslags fögderi
- 1918-1931 Värmdö fögderi för Orkesta och Frösunda socknar
- 1932-1945 Danderyds fögderi för Orkesta och Frösunda socknar
- 1946-1948 Åkers fögderi
- 1949-1966 Svartsjö fögderi
- 1967-1990 Sollentuna fögderi för socknarna i Sigtuna kommun
- 1967-1990 Täby fögderi för socknarna i Vallentuna kommun

Häradets socknar tillhörde följande domsagor, tingslag och tingsrätter:
- 1680-1884 Seminghundra tingslag i 
  - 1680 Sjuhundra, Lyhundra, Frötuna, Länna, Långhundra, Seminghundra, Vallentuna och Åkers häraders/skeppslags domsaga
  - 1681-1689 Danderyds, Sollentuna, Sotholm, Svartlösa, Öknebo, Vallentuna, och Seminghundra härad/skeppslag domsaga
  - 1689-1714 Seminghundra, Långhundra, Lyhundra, Vallentuna, Frötuna och Länna, Bro, Vätö och Väddö häraders/skeppslags domsaga
  - 1715-1718 Danderyds, Långhundra, Seminghundra, Vallentuna, Ärlinghundra, Åkers, Värmdö och Sollentuna härad/skeppslag domsaga
  - 1719-1770 Danderyds, Långhundra, Seminghundra, Vallentuna, Ärlinghundra, Åkers, Värmdö, Sollentuna och Färentuna häraders/skeppslags domsaga
  - 1771-1843 Seminghundra, Långhundra, Ärlinghundra och Färentuna häraders domsaga
  - 1844-1884 Långhundra, Seminghundra, Vallentuna och Ärlinghundra häraders domsaga, från 1879 benämnd Stockholms läns västra domsaga
- 1885-1970 Stockholms läns västra domsagas tingslag i Stockholms läns västra domsaga

- 1971-1976 Stockholms läns västra tingsrätt
- 1977-2007 Sollentuna tingsrätt och dess domsaga för Sigtuna kommun
- 1977-2007 Södra Roslags tingsrätt och dess domsaga för Vallentuna kommun
- 2007- Attunda tingsrätt och dess domsaga

### Webbkällor
- Nationella arkivdatabasen för uppgifter om fögderier, domsagor, tingslag och tingsrätter
- www.sigtunamuseum.se
- Elsa Trolle Önnerfors: Domsagohistorik - Sollentuna tingsrätt (del av Riksantikvarieämbetets Tings- och rådhusinventeringen 1996-2007)